# Siositina Hakeai
Siositina Hakeai (Ōtāhuhu, 1º marzo 1994) è una discobola neozelandese.

## Biografia
Nata nel sobborgo di Ōtāhuhu, Hakeai debutta internazionalmente nel 2008 ai Giochi scolastici del Pacifico di Canberra, classificandosi prima nel lancio del disco. Nel 2010 raggiunge le manifestazioni di categoria a respiro mondiali, partecipando dapprima ai Mondiali juniores di Moncton e l'anno seguente ai Mondiali allievi di Lilla. L'ingresso nei seniores avviene con la partecipazione ai Giochi del Commonwealth di Glasgow 2014, classificandosi quarta. Succede nel 2015 la partecipazione ai Mondiali di Pechino e nel 2018 un ulteriore quarto posto ai XXI Giochi del Commonwealth di Gold Coast.
Nelle competizioni nazionali è stata sei volte campionessa di lancio del disco tra il 2012 e il 2019 ed ha vinto alcune medaglie nei Campionati oceaniani.

## Palmarès
| Anno | Manifestazione               | Sede       | Evento           | Risultato | Prestazione | Note |
| ---- | ---------------------------- | ---------- | ---------------- | --------- | ----------- | ---- |
| 2010 | Campionati oceaniani allievi | Sydney     | Lancio del disco | Bronzo    | 47,61 m     |      |
| 2010 | Campionati oceaniani allievi | Sydney     | Getto del peso   | Argento   | 13,43 m     |      |
| 2010 | Mondiali juniores            | Moncton    | Lancio del disco | Finale    | nm          |      |
| 2011 | Campionati oceaniani allievi | Sydney     | Lancio del disco | 11ª       | 32,40 m     |      |
| 2011 | Campionati oceaniani allievi | Sydney     | Getto del peso   | Bronzo    | 13,59 m     |      |
| 2011 | Mondiali allievi             | Lilla      | Lancio del disco | 15ª (q)   | 45,76 m     |      |
| 2011 | Mondiali allievi             | Lilla      | Getto del peso   | 7ª        | 13,73 m     |      |
| 2012 | Mondiali juniores            | Barcellona | Lancio del disco | 4ª        | 56,17 m     |      |
| 2014 | Giochi del Commonwealth      | Glasgow    | Lancio del disco | 4ª        | 58,67 m     |      |
| 2015 | Campionati oceaniani         | Cairns     | Lancio del disco | Oro       | 56,06 m     |      |
| 2015 | Mondiali                     | Pechino    | Lancio del disco | 30ª (q)   | 11,55 m     |      |
| 2018 | Giochi del Commonwealth      | Gold Coast | Lancio del disco | 4ª        | 57,16 m     |      |
| 2019 | Campionati oceaniani         | Townsville | Lancio del disco | Bronzo    | 54,96 m     |      |